# Димитров (село)
Вижте пояснителната страница за други значения на Димитров.
Димитров (на арменски: Դիմիտրով) е село в област Арарат, Армения.
Старото име на селото е Гюйлазар Неркин (Ghuylasar Nerkin). През 1949 година е преименувано на Димитров на името на Георги Димитров – политик от БКП, ръководител на Комунистическия интернационал и по-късно министър-председател на България.
Намира се в часова зона UTC+4 (през лятото UTC+5). Населението му е от 1179 души през 2008 година. Населено е от арменци и асирийци.